# Torneo Internazionale Nereo Rocco
Il Torneo Internazionale "Nereo Rocco" fu la prima competizione calcistica internazionale con cadenza annuale, intitolato a Nereo Rocco nel 1981. Il torneo si gioca a Firenze e a Bagno a Ripoli.
Da non confondere con il Torneo Internazionale Città di Gradisca - Trofeo Nereo Rocco, disputato a Gradisca d'Isonzo.

## Storia del torneo

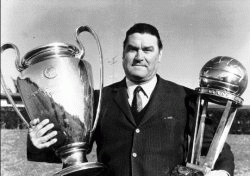
Nereo Rocco con la Coppa dei Campioni e la Coppa Intercontinentale vinte nel 1969 con il Milan.

La prima edizione del torneo fu organizzata nel 1980 per celebrare i dieci anni dalla fondazione della U.S. Settignanese A.S.D. come Trofeo "Giglio di Firenze", presso il Centro tecnico federale della FIGC a Coverciano.
Nel 1981 l'allora presidente del quartiere 14 di Firenze, Franco Nannotti, figura di spicco nel panorama sportivo cittadino che ricoprirà successivamente anche il ruolo di assessore provinciale allo Sport, suggerì di intitolare il trofeo a Nereo Rocco. Rocco, deceduto nel 1979 non avendo ancora compiuto 67 anni, era legato alla ACF Fiorentina, per aver allenato la squadra nella stagione 1974-1975, e ancor più al Milan, col quale aveva ottenuto svariati successi. Fu proprio il fatto che la Settignanese condividesse i colori del Milan che fornì lo spunto a Nannotti per proporre di intitolare a lui il torneo.
Al torneo è stato successivamente abbinato anche un premio ad un personaggio del giornalismo sportivo.
Hanno partecipato al torneo squadre di prestigio, nazionali ed internazionali.
La Fiorentina, con nove successi, detiene il record di affermazioni nel torneo, sette per il Partizan, quattro per l'Empoli e tre per Bologna e Perugia.

## Albo d'oro
| Anno | Vincitrice                     |
| ---- | ------------------------------ |
| 1980 | Italia Cattolica Virtus        |
| 1981 | Rondinella                     |
| 1982 | Prato                          |
| 1983 | Italia Settignanese            |
| 1984 | Malta Ghajn Dvieli             |
| 1985 | Italia Rappresentativa Firenze |
| 1986 | Vojvodina                      |
| 1987 | Fiorentina                     |
| 1988 | Fiorentina                     |
| 1989 | Fiorentina                     |
| 1990 | Partizan                       |
| 1991 | Fiorentina                     |
| 1992 | Torino                         |
| 1993 | Napoli                         |
| 1994 | Empoli                         |
| 1995 | Fiorentina                     |
| 1996 | Fiorentina                     |
| 1997 | Fiorentina                     |
| 1998 | Empoli                         |
| 1999 | Bologna                        |
| 2000 | Bologna                        |
| 2001 | Empoli                         |
| 2002 | Dinamo Zagabria                |
| 2003 | Perugia                        |
| 2004 | Perugia                        |
| 2005 | Lucchese                       |
| 2006 | Partizan                       |
| 2007 | Partizan                       |
| 2008 | Fiorentina                     |
| 2009 | Dinamo Zagabria                |
| 2010 | Partizan                       |
| 2011 | Livorno                        |
| 2012 | Zenit San Pietroburgo          |
| 2013 | Partizan                       |
| 2014 | Empoli                         |
| 2015 | Perugia                        |
| 2016 | Bologna                        |
| 2017 | Partizan                       |
| 2018 | Fiorentina                     |
| 2019 | Deportivo Cali                 |
| 2020 | Pontedera                      |
| 2021 | Milan                          |
| 2022 | Partizan                       |
| 2023 | Pisa                           |

## Vittorie per squadra
| N° | Squadra |
| -- | --- |
| 9  | Fiorentina |
| 7  | Partizan |
| 4  | Empoli |
| 3  | Perugia Bologna |
| 2  | Dinamo Zagabria |
| 1  | Rondinella Italia Cattolica Virtus Prato Livorno Torino Malta Ghajn Dvieli Vojvodina Lucchese Italia Rappresentativa Firenze Napoli Italia Settignanese Zenit San Pietroburgo Deportivo Cali Italia Città di Pontedera Milan Pisa |